# Глушківські скелі
Глушкі́вські ске́лі — геологічна пам'ятка природи в Україні. Об'єкт природно-заповідного фонду Івано-Франківської області. 
Розташована в межах Городенківського району Івано-Франківської області, на південь від села Глушків. 
Площа 2 га. Статус надано згідно з розпорядженням облдержадміністрації від 23.06.1997 року № 443. Перебуває у віданні Глушківської сільської ради. 
Статус надано для збереження мальовничих вапнякових скель, що мають форму крутих веж. 